# Nhân Đức Vương hậu
Nhân Đức Vương hậu (Hangul: 인덕왕후, chữ Hán: 仁德王后; ? – 1365), còn được gọi là Lỗ Quốc Đại trưởng công chúa (인덕왕후; 魯國大長公主), thuộc tộc Bột Nhi Chỉ Cân, là Chính thất Vương hậu của Cung Mẫn Vương nhà Cao Ly. Tên Mông Cổ của bà là Bảo Tháp Thực Lý (寶塔實里), Hán danh là Vương Giai Trân (王佳珍).

## Tiểu sử
Bà là một tông thất nữ của nhà Nguyên. Theo phả hệ, bà là cháu 6 đời của Khả hãn Hốt Tất Liệt. Nguyên Huệ Tông phong cho bà là Thừa Ý Công chúa (承懿公主).
Năm 1349, công chúa thành hôn với Cung Mẫn Vương và theo ông về Cao Ly. Mặc dù là công chúa Mông Cổ, Lỗ Quốc Vương hậu vẫn hỗ trợ Cao Ly và chồng bà.
Tuy mặn nồng bên nhau suốt 16 năm trời nhưng bà vẫn không sinh được cho Mẫn Vương người con nào. Sau khi bà mất (1365), Cung Mẫn Vương trở nên thờ ơ với chính trị và phó thác nhiệm vụ cho sư tăng Tân Đôn (신돈), người đã bị hành hình vào năm 1371.
Cung Mẫn Vương sau đó đã bị giết bởi Hồng Luân (홍륜) và Thôi Vạn Sinh (최만생) khi ông đang say giấc vào năm 1374.
Nguyên Huệ Tông truy thụy cho bà là Nhân Đức Cung Minh Từ Duệ Tuyên An Huy Ý Vương thái hậu (仁德恭明慈睿宣安徽懿王太后), gọi tắt là Nhân Đức Vương hậu, về sau gia phong thêm Lỗ Quốc Đại trưởng công chúa. Bà được táng chung với chồng bà tại Huyền Chính lăng (玄正陵).

## Tổ tiên
- Cao tổ phụ: Thái tử Chân Kim, con của Hốt Tất Liệt và Sát Tất Hoàng hậu
  - Tằng tổ phụ: Đáp Lạt Ma Bát Lạt
    - Nội tổ phụ: Ngụy vương A Mộc Ca
      - Thân phụ: Ngụy vương Bột La Thiếp Mộc Nhi

## Đời sống văn hóa
- Seonu Eun-Suk - Foundation of the Kingdom (KBS,1983)
- Seo Ji-hye - Shin Don (MBC, 2005-2006)
- Park Se-young - Faith (SBS, 2012)
- Bae Min-Hee - The Great Seer (SBS, 2012-2013)

## Liên kết
- Art under control in North Korea - Tomb of King Kongmin